# Mycena cystidiosa
Mycena cystidiosa är en svampart som beskrevs av G. Stev. 1971. Mycena cystidiosa ingår i släktet Mycena och familjen Mycenaceae.   Inga underarter finns listade i Catalogue of Life.

## Källor

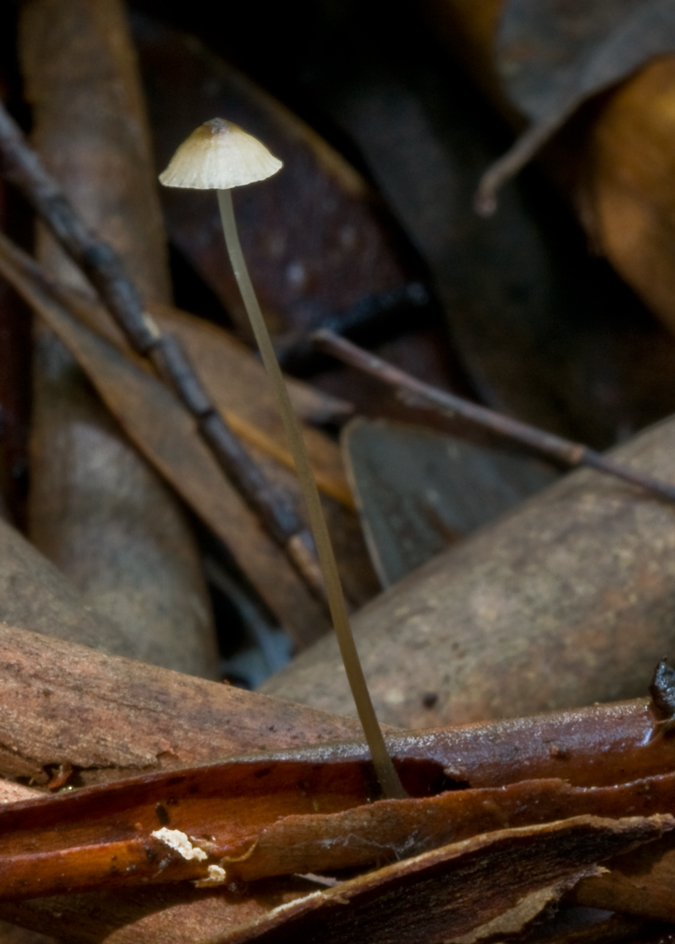